# Pohrebysjtsje
Pohrebysjtsje (Oekraïens: Погребище, Pools: Pohrebyszcze) is een stad en gemeente in de Oekraïense oblast Vinnytsja.

## Galerij

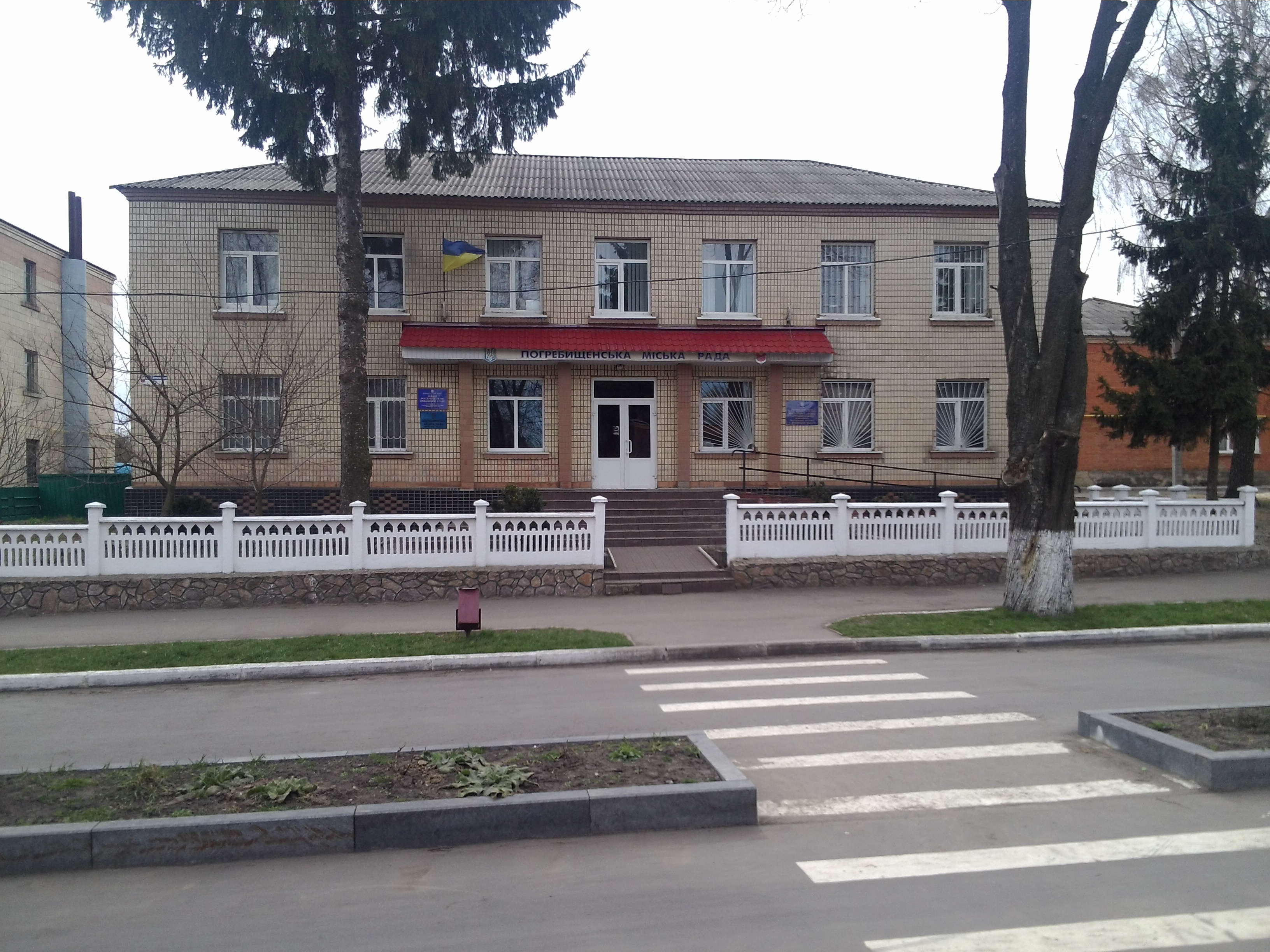
Stadshuis
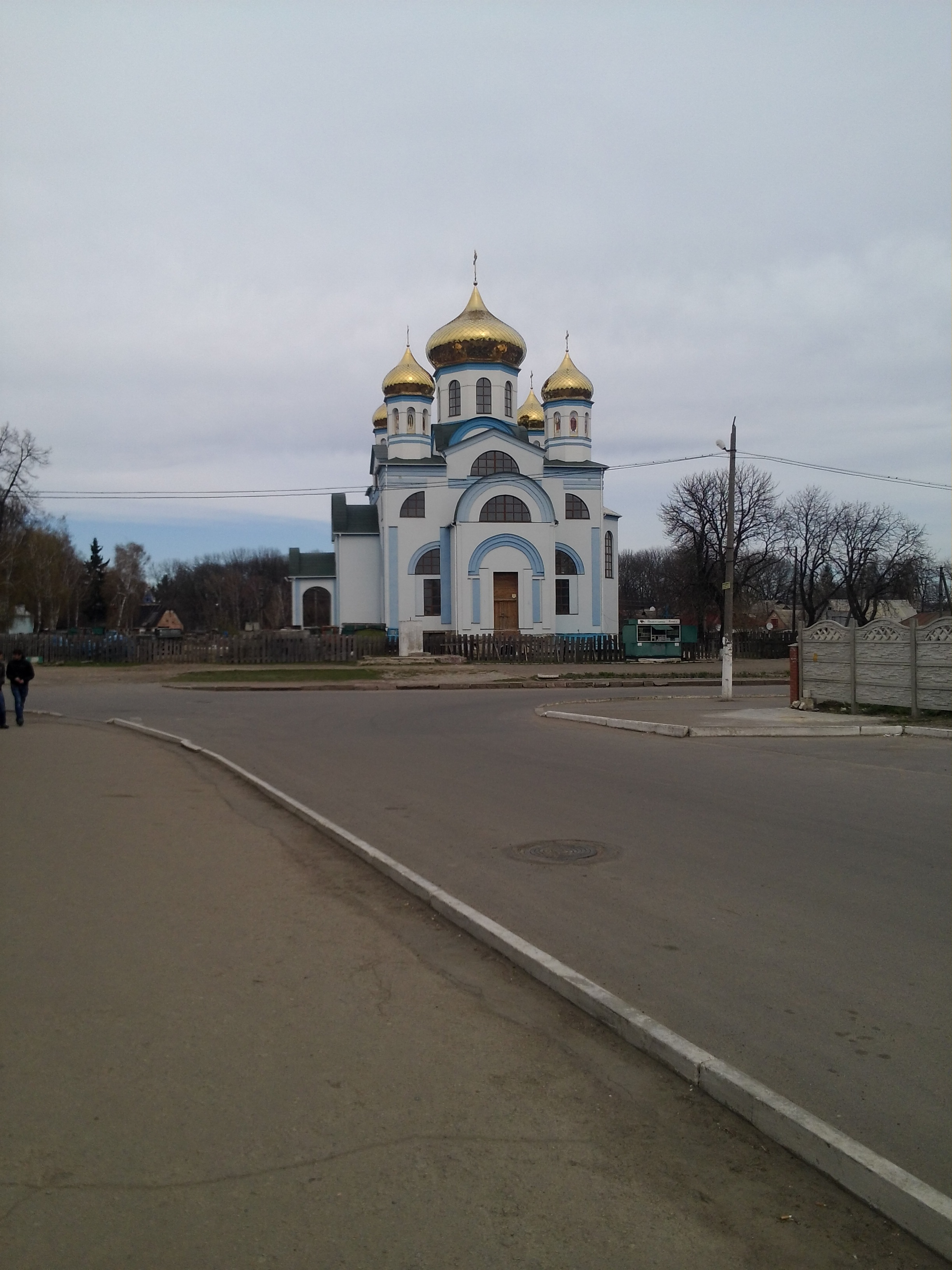
Kerk in Pohrebyshche
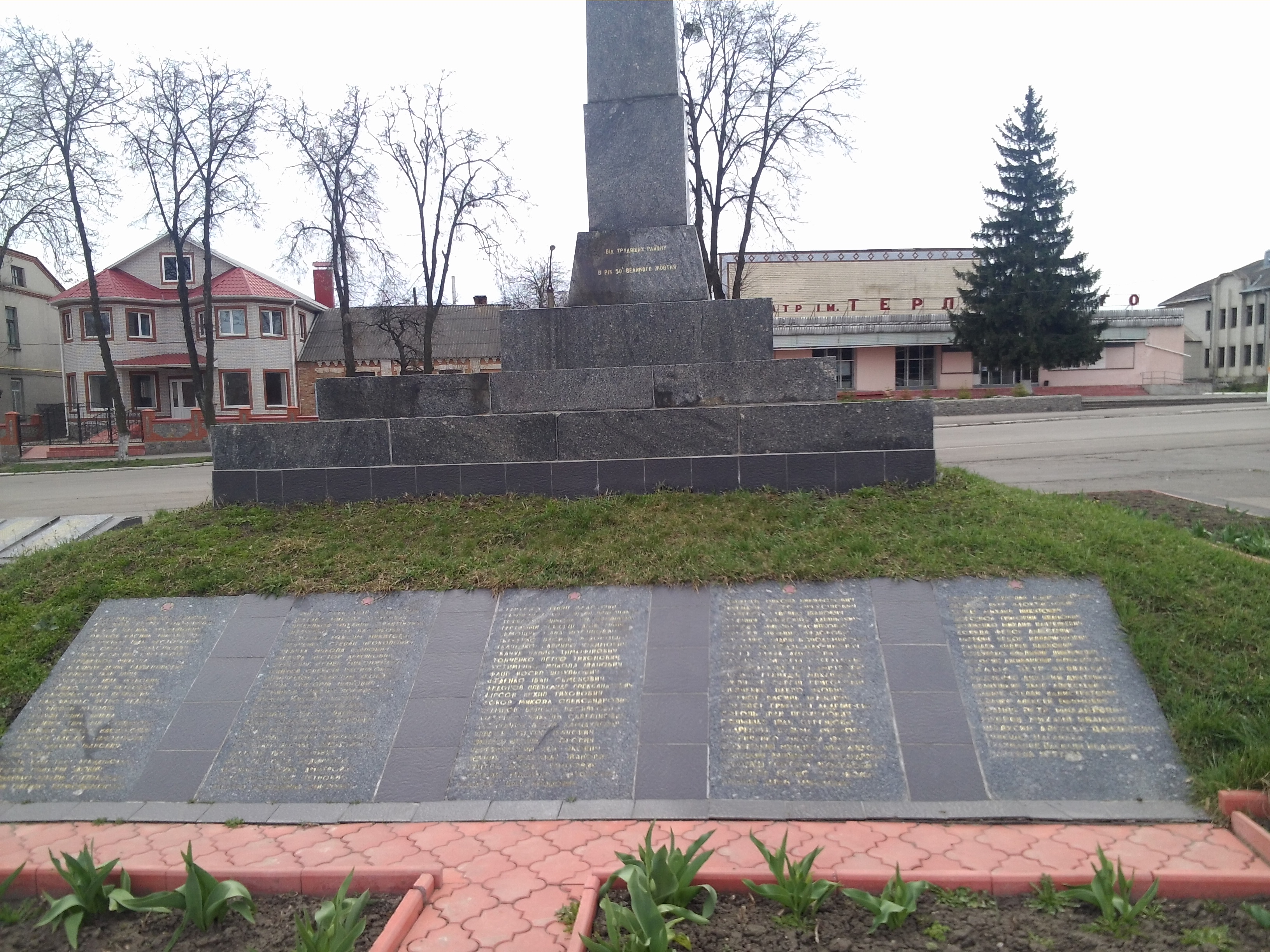
Gedenkteken voor de 2e Wereldoorlog